# Cyathea latevagans
Cyathea latevagans är en ormbunkeart som först beskrevs av Bak., och fick sitt nu gällande namn av Karel Domin. Cyathea latevagans ingår i släktet Cyathea och familjen Cyatheaceae. Inga underarter finns listade.